# Astragalus fastidius
Astragalus fastidius là một loài thực vật có hoa trong họ Đậu. Loài này được (Kellogg) M.E.Jones miêu tả khoa học đầu tiên.